# Meng Csiao
Meng Csiao  (pinjin, hangsúlyjelekkel: Mèng Jiāo; hagyományos kínai: 孟郊; egyszerűsített kínai 孟郊) (751–814)   a kínai Tang-dinasztia korának neves költője volt. Két költeménye bekerült a Háromszáz Tang költemény néven ismert népszerű gyűjteménybe. Felnőtt korában kapott tiszteleti neve Tungje (Dongye) (hagyományos kínai: 東野; egyszerűsített kínai: 东野) volt.

## Élete és munkássága
Meng Csiao (Meng Jiao) a mai Csöcsiang (Zhejiang) tartomány, akkori Hucsou (Huzhou) területén lévő Vukang (Wukang)ban született (hagyományos kínai: 武康; egyszerűsített kínai 武康). Ebben az időben a Tang-dinasztia elérte terjeszkedésének határait és súlyos katonai vereségeket szenvedett, valamint felkelésekkel is meg kellett küzdenie.
Meng Csiao (Meng Jiao)nak fiatal korában nem sikerült letennie a császári vizsgát, ezért szülőföldjén, visszavonulva élt, helyi zen-buddhista szerzetesek társaságában. Később Lojang (Luoyang)ban, a kor nagyvárosában telepedett le. Itt bekerült Han Jü (Han Yu), Li Ho (Li He) és Csia Tao (Jia Dao) költők társaságába. 46 éves korában sikerült letennie a császári vizsgát is, ezután kisebb-nagyobb hivatalokhoz jutott.
Költészete Han Jü (Han Yu) stílusát követte, puritán, komor hangulatú verseket írt, témái főleg a szegénység és a hideg voltak. Versei formailag a régi, népies jo fu (yuefu) stílust követik. Merész kifejezései, metafórái nagy hatást gyakoroltak, de egy 13. századi kritikusa szerint művei olvashatatlanok, mert boldogtalanná teszik az embert. Szu Si (Su Shi) szerint hangja olyan, mint a hideg tücsöké. Ezek a kritikák irodalmi halálos ítéletnek számították. Neve feledésbe merült, csak a 19. században fedezték fel újra.